# 小行星25512
小行星25512（25512 Anncomins）是一颗绕太阳运转的小行星，为主小行星带小行星。该小行星于1999年12月19日发现。

## 轨道参数
小行星25512的轨道半长轴为348 906 530 km（2.3322629 AU），离心率为0.139。